# Каблуков, Сергей Платонович
Сергей Платонович Каблуков (12 сентября 1881 — 25 декабря 1919) — русский религиозный и общественный деятель, знаток духовной музыки; математик-педагог; мемуарист.
Окончил 6-ю Петербургскую гимназию (1900, золотая медаль) и Петербургский университет.
В 1909—1913 годах — секретарь Религиозно-философского общества в Петербурге (был также председателем его Христианской секции). В истории русской культуры известен благодаря тесному общению и переписке с И. Ф. Анненским и молодым О. Э. Мандельштамом, дарование которого он оценил одним из первых. Записи дневника Каблукова и его владельческий экземпляр «Камня» — единственный крупный источник к изучению ранней биографии и творчества Мандельштама (ГПБ, ф. 322, ед. хр. 3-50, 63); ряд текстов раннего Мандельштама сохранились только в архиве Каблукова.
В течение 12 лет преподавал в Третьем реальном училище Петербурга; также преподавал в женской гимназии А. П. Никифоровой.
В 1915 году резко выступил против «Новых правил устройства духовных концертов»(Церковная музыка и церковное ведомство // Музыкальный современник. — 1915). В «Хронике» этого журнала он напечатал две статьи; во второй, написанной после Февральскую революции 1917 года — «О русской церковной музыке» — писал о «богослужебном пении народной и свободной от царизма и бюрократического засилья Церкви Православной».
Февральскую революцию он не принял; в своём дневнике, за месяц до Октябрьской революции, 29 сентября (12 октября) 1917 года он написал:

Да и вся-то русская революция если и была благом, то только в первые дни свои, когда она освободила Россию от разлагавшейся царской власти, все же дальнейшее ее «развитие» и «углубление» пошло по совершенно ложному пути и вместо добрых плодов принесло России и русскому народу неслыханное унижение, нестерпимый позор и неисчислимые бедствия.
Были сделаны роковые и позорные непоправимые ошибки. Повторился 1905 год в большем, однако, масштабе. Неизбежна и реакция, тоже в большем масштабе. Русская революция охвачена гниением и разложением, не одухотворена никакими творческими идеями. В ней господствуют отбросы давно уже разложившихся социалистических теорий, делающих ее нравственный облик отвратительным и отталкивающим. Умерла Святая Русь. На место се воцарилась Русь нечистивая, Русь паскудная, Русь разбойная, Русь воровская. Но я верю, что от глубины падения нашего придет будущий наш подъем и возрождение. Возродится Русь святая, тихая и ясная. Cie буди, буди.
— «Дневник Сергея Платоновича Каблукова. 1917 год»
Похоронен на Никольском кладбище Александро-Невской лавры.